# Bobby Van
Pour les articles homonymes, voir Van.
Bobby Van est un acteur, chanteur, chorégraphe et danseur américain, né Robert Jack Stein le 6 décembre 1928 à New York (État de New York), mort le 31 juillet 1980 à Los Angeles (Californie).

## Biographie
Sous le nom de scène de Bobby Van, il débute à Broadway en 1950, dans la revue Alive and Kicking (en) (avec Jack Cassidy, Jack Cole, Jack Gilford, Carl Reiner et Gwen Verdon). Suit en 1954 la comédie musicale On Your Toes, sur une musique de Richard Rodgers (avec Elaine Stritch et Vera Zorina). Puis il revient sur les planches new-yorkaises dans la comédie musicale No, No, Nanette, sur une musique de Vincent Youmans (avec Jack Gilford), représentée 861 fois de janvier 1971 à février 1973. Enfin, en 1975, il joue pour la dernière fois à Broadway dans une troisième comédie musicale, Doctor Jazz (en).
Au cinéma, il apparaît dans seulement huit films américains, les deux premiers sortis en 1952. Suivent en 1953 les films musicaux Le Joyeux Prisonnier de László Kardos (avec Jane Powell et Farley Granger) et Embrasse-moi, chérie de George Sidney (avec Kathryn Grayson et Howard Keel). Son dernier film est Les Horizons perdus de Charles Jarrott — remake du film homonyme de 1937 —, sorti en 1973 (avec Peter Finch et John Gielgud).
En outre, il contribue comme chorégraphe à deux films ayant pour vedette Jerry Lewis, Le Tombeur de ces dames (1961) de Jerry Lewis et L'Increvable Jerry (1962) de Frank Tashlin.
Pour la télévision, outre des prestations comme lui-même, il est acteur dans quatorze séries entre 1955 et 1980, dont Wonder Woman (un épisode, 1976) et Galactica (un épisode, 1979).
S'y ajoutent trois téléfilms, les deux premiers diffusés respectivement en 1970 et 1977. Le troisième est The Hustler of Muscle Beach (en) de Jonathan Kaplan (avec Richard Hatch et Jeanette Nolan), diffusé le 16 mai 1980, deux mois et demi avant la mort prématurée de Bobby Van, à 51 ans, des suites d'une tumeur cérébrale.
De 1968 jusqu'à sa mort, il est marié en secondes noces à l'actrice Elaine Joyce (née en 1945).

## Théâtre à Broadway
(comédies musicales, sauf mention contraire)
- 1950 : Alive and Kicking, revue, musique, textes et sketches de divers auteurs, orchestrations de George Bassman, chorégraphie de Jack Cole, décors et costumes de Raoul Pène Du Bois : Le livreur de lait / Interprète du song One World Led to Another / George
- 1954 : On Your Toes, musique de Richard Rodgers, paroles de Lorenz Hart, livret de Richard Rodgers, Lorenz Hart et George Abbott, production et mise en scène de ce dernier, chorégraphie de George Balanchine, décors d'Oliver Smith, costumes d'Irene Sharaff : Phil Dolan III (Junior)
- 1971-1973 : No, No, Nanette, musique de Vincent Youmans, paroles d'Irving Caesar et Otto Harbach, livret d'Otto Harbach et Frank Mandel, superviseur de production Busby Berkeley, décors et costumes de Raoul Pène Du Bois : Billy Early
- 1975 : Doctor Jazz (en), musique de Buster Davis et Luther Henderson, paroles, livret et direction musicale de Buster Davis, décors et costumes de Raoul Pène Du Bois, superviseur de production John Berry : Steve Anderson

## Filmographie partielle

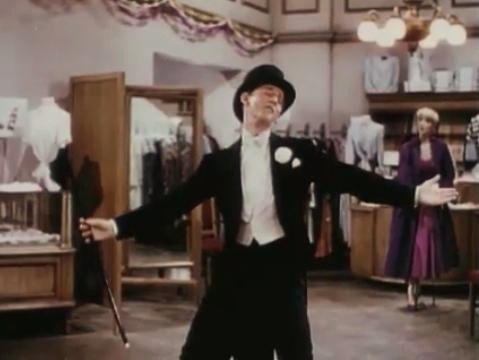
Dans Le Joyeux Prisonnier (1953)

(comme acteur, sauf mention contraire)

### Cinéma
- 1952 : Tu es à moi (Because You're Mine) d'Alexander Hall : Artie Pilcer
- 1953 : Le Joyeux Prisonnier (Small Town Girl) de László Kardos : Ludwig Schlemmer
- 1953 : Casanova Junior (The Affairs of Dobie Gillis) de Don Weis : Dobie Gillis
- 1953 : Embrasse-moi, chérie (Kiss Me Kate) de George Sidney : « Gremio »
- 1961 : Le Tombeur de ces dames (The Ladies Man) de Jerry Lewis (chorégraphe)
- 1962 : L'Increvable Jerry (It's Only Money) de Frank Tashlin (chorégraphe)
- 1973 : Les Horizons perdus (Lost Horizon) de Charles Jarrott : Harry Lovett

### Télévision
Séries
- 1975 : L'Homme invisible (The Invisible Man), saison unique, épisode 5 Hypnose (Eyes Only) : Tony Bernard
- 1976 : Wonder Woman, saison 1, épisode 3 Le Concours de beauté (Beauty on Parade) de Richard Kinon : Monty Burns
- 1978 : Embarquement immédiat (Flying High), saison unique, épisode 3 The Marcy Connection : Meltzer
- 1978 : Vegas (Vega$), saison 1, épisode 4 Love, Laugh and Die de Don Chaffey : Eddie Banning
- 1978 : Chips (CHiPs), saison 2, épisode 6 Drôle de tour (Trick or Trick) : Eddie
- 1979 : La croisière s'amuse (The Love Boat), saison 2, épisode 16 Gopher's Opportunity / The Switch / Home Sweet Home : Phil Livingston
- 1979 : Galactica (Battlestar Galactica), saison unique, épisodes 19 et 20 Meilleurs vœux de la Terre, 1re et 2e parties (Greetings from Earth, Parts I & II) de Rod Holcomb : Hector

Téléfilms
- 1977 : Bunco d'Alexander Singer : rôle non-spécifié
- 1980 : The Hustler of Muscle Beach de Jonathan Kaplan : Emcee